# Blera
Blera és un municipi de la província de Viterbo, a la regió italiana del Laci.
Antigament va ser una ciutat d'Etrúria esmentada per Plini el Vell i Estrabó (en grec antic Βλήρα) que diuen que existia al seu temps, però Estrabó diu que era una de les ciutats petites (πόλιχναι) dels etruscs. Segons la Taula de Peutinger, estava situada a la Via Clòdia entre Forum Clodii i Tuscània, al lloc on avui és el poble de Bieda, uns 20 km al sud-oest de Viterbo.
No hi ha més referències sobre la ciutat en temps antics, però és interessant pel gran nombre d'objectes etruscs que s'hi han trobat. La ciutat estava situada en una planúria estreta rodejada de barrancs profunds de composició volcànica. La roca tova de les parets dels barrancs està excavada per nombroses cavernes que es van fer servir de tombes on s'han trobat els objectes, disposades en terrasses una sobre l'altra i unides per trams d'esglaons tallats a la roca. Moltes de les tombes estan ornades exteriorment amb elements arquitectònics. Aquesta necròpoli és una de les més importants d'Etrúria entre les que s'han trobat. A part d'això només resten petits vestigis de les muralles i dos ponts, un d'etrusc d'un sol arc, i un de romà de tres arcs.